# Thelypodium
Thelypodium es un género de plantas fanerógamas perteneciente a la familia Brassicaceae. Comprende 76 especies descritas y de estas, solo 12 aceptadas.  Se distribuye por Norteamérica.

## Descripción
Son hierbas, bienales, raramente anuales o perennes con caudex. Los tricomas ausentes o simples. Tallos erectos o ascendentes, a veces decumbentes, desde 1 a varios desde la base, ramificado, basales y / o apicales, glabros o pubescentes. Las hojas basales rosuladas o no , simples, pecioladas, enteras, dentadas, laciniadas, liradas o pinnado-lobuladas, glabras o pubescentes; las caulinarias son pecioladas o sésiles, la base cuneada, atenuada, auriculadas o sagitadas, margen entero, dentados o pinnado lobulados. Las inflorescencias en racimos ebracteados, corimbosas o laxas, ligeramente alargado considerablemente en las frutas; raquis recto; en fructificación con pedicelos glabros, erectos a ascendentes, aplanados o no en la base.  Pétalos de color blanco o lavanda y púrpura. Frutas en forma de silicuas capsulares dehiscentes, lineales, cilíndricas o ligeramente latiseptadas, no está inflada, ni segmentada. Semillas uniseriadas, sin alas, oblongas a raramente ovadas, ni regordetas ni aplanadas; la cubierta de la semilla minuciosamente reticulada, sin ser mucilaginosa con la humedad. Tiene un número de cromosomas de n = 13.

## Taxonomía
El género fue descrito por Stephan Ladislaus Endlicher  y publicado en Genera Plantarum 11: 876. 1839. La especie tipo es: Thelypodium laciniatum Endl.
Etimología
Thelypodium: nombre genérico que deriva de las palabras del griego antiguo thelys = "hembra" y podion = "pie", en referencia al ginóforo que lleva el pistilo.

## Especies
A continuación se brinda un listado de las especies del género Thelypodium aceptadas hasta mayo de 2014, ordenadas alfabéticamente. Para cada una se indica el nombre binomial seguido del autor, abreviado según las convenciones y usos.
- Thelypodium brachycarpum Torr.
- Thelypodium crispum Greene ex Payson
- Thelypodium integrifolium (Nutt.) Endl.
- Thelypodium laciniatum Endl.
- Thelypodium laxiflorum Al-Shehbaz
- Thelypodium longipes (Rollins) Rollins
- Thelypodium milleflorum A. Nelson
- Thelypodium paniculatum A. Nelson
- Thelypodium procerum (Brewer ex A. Gray) Greene
- Thelypodium stenopetalum S. Watson
- Thelypodium texanum (Cory) Rollins
- Thelypodium wrightii A. Gray